# Alfred Stieglitz

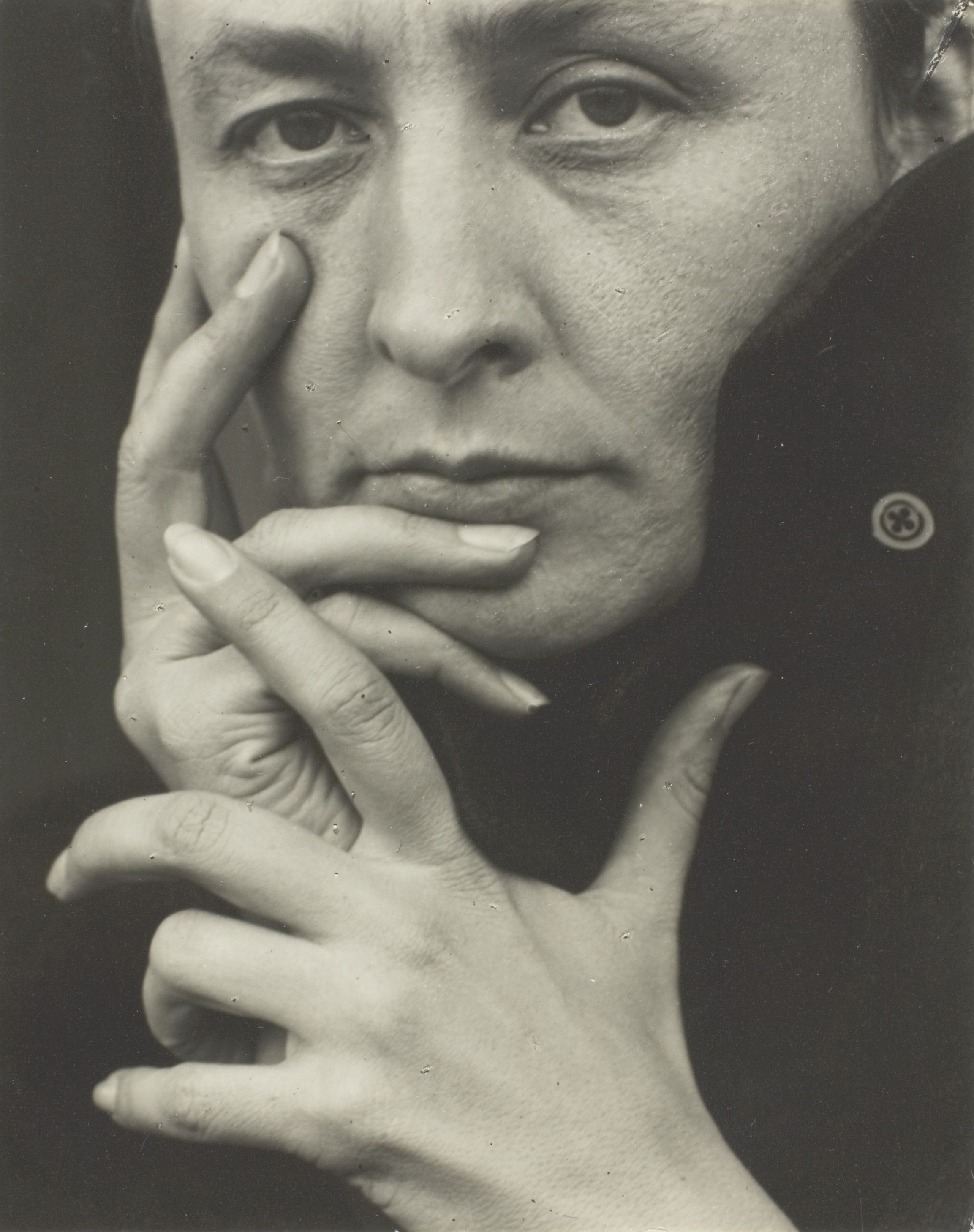
Georgia O'Keeffe (1918).

Alfred Stieglitz (1 de enero de 1864-13 de julio de 1946) fotógrafo estadounidense, de origen judío-alemán. Durante sus cincuenta años de carrera luchó por hacer de la fotografía una forma de arte al nivel de la pintura y la escultura. Para conseguir este objetivo empezó explorando dentro del campo de la fotografía capacidades propias de la pintura (composición, texturas) para después recurrir a elementos propiamente fotográficos (profundidad de campo, efecto de corte fotográfico). Pasó así del pictorialismo a la llamada fotografía directa. A Stieglitz también se le conoce por su matrimonio con la pintora Georgia O'Keeffe.

## Biografía
Stieglitz nació en Hoboken, Nueva Jersey, como el mayor de seis hermanos y creció en la zona este de Manhattan. Su familia se mudó a Alemania en 1881. Al año siguiente, Stieglitz empezó a estudiar ingeniería mecánica en la Technische Hochschule de Berlín y muy pronto cambió estos estudios por los de fotografía. Realizó una serie de viajes por Europa, durante los cuales tomó numerosas fotografías de tema campestre: campesinos trabajando en las costas de los Países Bajos o la naturaleza virgen en el entorno de la Selva Negra alemana. Durante la década de 1880 iría progresivamente ganándose la admiración y el respeto de sus colegas europeos, y obtuvo también numerosos premios.
A lo largo de su vida, Stieglitz se sintió atraído por la compañía de mujeres jóvenes. En 1893, tras su regreso a Nueva York, se casó con Emmeline Obermeyer. Tuvieron una hija, Kitty, en 1898. El dinero de ambas familias les aseguraba una posición desahogada, sin que tuvieran la necesidad de trabajar para vivir. De 1893 a 1896, Stieglitz fue editor de la revista American Amateur Photographer; sin embargo, su modo de trabajar resultaría ser brusco, autocrático y alienante para muchos suscriptores. Después de verse forzado a renunciar, Stieglitz se interesó por el New York Camera Club y posteriormente reconvertiría su boletín en una publicación seria y metódica conocida como Camera Notes.
Los grandes clubes fotográficos que por entonces estaban de moda en Estados Unidos no le satisfacían. Por ello, en 1902 organizó un grupo al cual sólo se podía entrar por estricta invitación, y lo llamó Photo-Secession con el objetivo de forzar al mundo del arte a reconocer la fotografía "como un medio distintivo de expresión individual". Entre sus miembros se encontraban Edward Steichen, Gertrude Kasebier, Clarence H. White, y Alvin Langdon Coburn. Photo-Secession llevó a cabo sus propias exposiciones y publicó Camera Work, una prestigiosa revista fotográfica, entre 1902 y 1917.
De 1905 a 1917, Stieglitz dirigió las Little Galleries of the Photo-Secession en el 291 de la Quinta Avenida (que terminaron por conocerse como la 291 por el número de la calle en el que se encontraban). En 1910, a Stieglitz se le invitó a realizar una exposición en Buffalo, Nueva York; en la Albright Art Gallery que alcanzó récords de visitantes. Insistía en el hecho de que las fotografías pareciesen fotografías, de modo que su realismo permitiera a la pintura una mayor abstracción. Este cambio hacia el arte abstracto mistificaría a los suscriptores de Camera Work y al público que acudía a las galerías.
Stieglitz se divorció de su mujer Emmeline en 1918, poco después de que ella le echara de la casa de ambos al sorprenderle mientras fotografiaba a la artista Georgia O'Keeffe, con quien se mudaría algo más adelante. Se casaron en 1924 y a ambos les sonrió el éxito, a él como fotógrafo (tomaría cientos de instantáneas de O'Keeffe a lo largo de su vida), y a ella como pintora. Ambos alcanzaron gran notoriedad por sus exposiciones en la sala 291. Sin embargo, su matrimonio se desgastaría debido a la precaria salud de Stieglitz (sufría del corazón) y a su hipocondría, que obligaba a la pintora a cuidarle de modo constante. Alrededor de la década de 1930, Georgia O'Keeffe solía pasar unos seis meses en Nuevo México para alejarse de su marido.
En esa misma década de 1930, Stieglitz tomó una serie de fotografías, incluidos algunos desnudos, de la heredera Dorothy Norman, que de este modo pasaría a ser una seria rival para O'Keeffe en el afecto de Stieglitz. Tanto estas fotos como aquellas en las que aparece O'Keeffe se reconocen con frecuencia como uno de los primeros ejemplos en los que se explora el potencial de fragmentos aislados del cuerpo humano mediante la fotografía. En estos años, Stieglitz también presidió dos galerías no comerciales de Nueva York, The Intimate Gallery y An American Place.
El trabajo fotográfico de Stieglitz terminaría en 1937 debido a su enfermedad cardiaca. Durante los diez últimos años de su vida, veraneaba en el Lago George de Nueva York trabajando en un cobertizo que había convertido en un cuarto oscuro, y pasaba los inviernos con O'Keeffe en el Shelton de Manhattan, el primer hotel rascacielos de la ciudad. Murió en 1946 a la edad de 82 años, siendo todavía un firme apoyo para O'Keeffe, como lo fue siempre ella para él.

## Principales obras

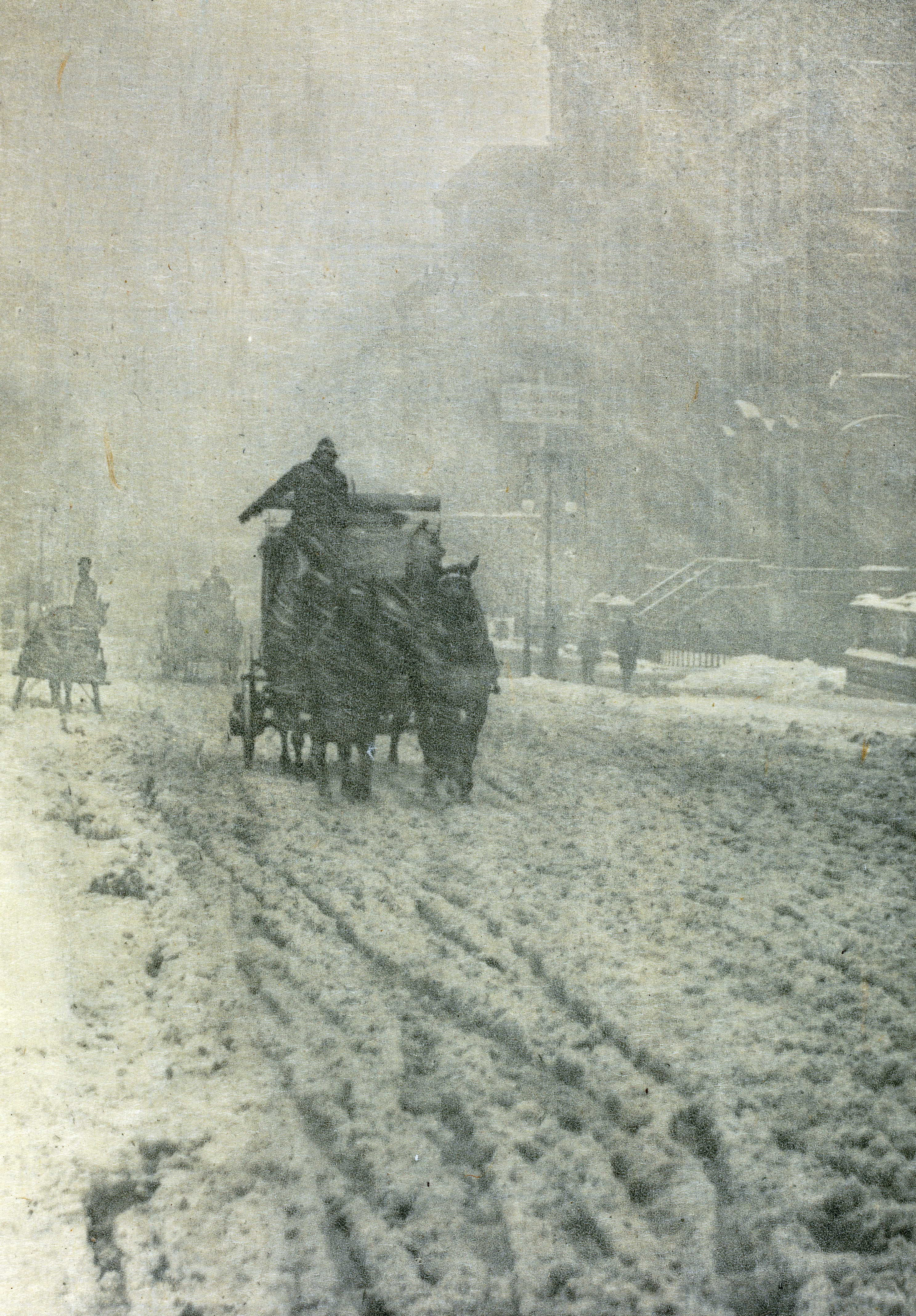
Invierno en la Quinta Avenida (1892).

- La última broma—Bellagio (1887; reunión de niños en una fotografía elogiada por su espontaneidad, que en ese mismo año ganó el primer premio en The Amateur Photographer)
- Rayos de sol—Paula, Berlín (1889; Una mujer joven escribe una carta mientras la luz del sol se filtra a través de la persiana)
- Aguaceros de primavera (1900-1901)
- La mano del hombre (1902); un tren entrando en la estación de carga de Long Island)
- The Steerage ("El entrepuente", tomada en 1907 pero inédita hasta 1911; esta famosa fotografía muestra a gente trabajadora amontonándose en las dos cubiertas de un trasatlántico de vapor)
- El carro de heno (1922)
- Equivalentes (1931; fotografías de nubes sin ningún tipo de referente, tomadas como simples motivos o juegos de luces y sombras)

Stieglitz es autor también de la fotografía del urinario de Marcel Duchamp, la obra que enviara al Salón de los Independientes en 1917, y que se publicó en la revista dadá The Blind Man.
Alfred Stieglitz se cuenta entre uno de los cinco artistas más influyentes del siglo XX[cita requerida]. Los otros cuatro, fueron: Orson Welles (actor, productor y director de cine), Elia Kazan (Director y escritor de cine), John Ford (director de cine) y Man Ray (fotógrafo y pintor). De todos ellos, solo Stieglitz vivió la segunda mitad del siglo XIX y la primera del XX.